# Гуманизм и его устремления
Краткая информация об истории создания носящих общее название документов находится в статье Гуманистический Манифест.

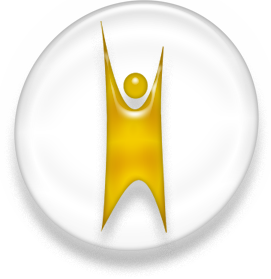
«Счастливый человек».
Официальный символ АГА и многих других гуманистических организаций

«Гуманизм и его устремления», носящий подзаголовок «Третий гуманистический манифест» (англ. «Humanism and Its Aspirations», Humanist Manifesto III) — на сегодняшний день последний из манифестов гуманизма, преемник Первого гуманистического манифеста 1933 года. Был опубликован в 2003 году Американской гуманистической ассоциацией (АГА), которая подготовила его текст в составе своего комитета. Термин «Гуманистический манифест» является собственностью АГА.
Новейший манифест намеренно сделан значительно короче двух предыдущих и включает шесть основных убеждений, которые перекликаются с тезисами более ранних текстов. Вот они:
- Познание мира происходит в результате наблюдения, экспериментирования и рационального анализа (см. Эмпирицизм).
- Человеческие существа являются неотъемлемой частью природы, результатом эволюционного изменения, который никем не предопределён.
- Этические ценности происходят от тех человеческих потребностей и интересов, которые проходят проверку опытом.
- Жизнь приобретает смысл в служении личности гуманным идеалам.
- Человеческие существа социальны по своей природе и находят смысл во взаимоотношениях между собой.
- Работа на благо общества максимизирует счастье индивидуума.

Среди лиц, подписавших документ, выделяются Арун Ганди, соучредитель Института Ненасилия имени Махатмы Ганди; Оливер Стоун, всемирно известный режиссёр и обладатель ряда значительных кинематографических наград; Курт Воннегут, писатель-романист, а также 22 Нобелевских лауреата, включая Илью Пригожина (по химии, 1977). 
Полный оригинальный текст манифеста доступен на сайте Американской гуманистической ассоциации (АГА).

## Внешние ссылки
- Гуманизм и его устремления — речь Мэдди Уркена // Официальный сайт Американской гуманистической ассоциации (АГА) (англ.)